# Levonorgestrel
Levonorgestrel is een synthetisch progestageen (progestativum) dat als actief bestanddeel gebruikt wordt in diverse anticonceptiva. Levo-norgestrel is het werkzame isomeer van norgestrel.
De stof is opgenomen in de lijst van essentiële geneesmiddelen van de WHO.

## Werking
Levonorgestrel zorgt voor:
- een verdikking van het baarmoederhalsslijmvlies, zodat sperma de baarmoeder minder goed kan bereiken;
- een verminderde kwaliteit van de baarmoederslijmvlieslaag, zodat een bevruchte eicel zich niet kan innestelen;
- een verandering in de ovulatie, die onder invloed van levonorgestrel bij sommige vrouwen veel minder tot helemaal niet meer voorkomt.

## Toepassing
Levonorgestrel wordt onder meer toegepast in:
- de combinatiepil met ethinylestradiol dat in Nederland tot de meest verkochte anticonceptiva behoort (onder andere Microgynon-30 en Stediril-30);[1]
- de minipil, merknaam Norgeston;
- levonorgestrel bevattende hormoonspiraaltjes (IUD), Mirena of Kyleena geheten;
- als morning-afterpil, merknaam Norlevo.